# This House Is Not for Sale
| Совокупная оценка | Совокупная оценка |
| Источник          | Оценка            |
| ----------------- | ----------------- |
| Metacritic        | 59/100            |
| Оценки критиков   |                   |
| Источник          | Оценка            |
| AllMusic          | [ 4 ]             |
| Classic Rock      | [ 5 ]             |
| The Guardian      | [ 6 ]             |
| Kerrang!          | [ 3 ]             |
| The Independent   | [ 7 ]             |

This House Is Not for Sale (рус. «Этот дом не продаëтся»)— четырнадцатый студийный альбом группы Bon Jovi, выпущенный в ноябре 2016 года на Island Records. Это их первая работа без гитариста Ричи Самборы и первая работа с новым гитаристом Филом Икс. Также это первый альбом, где Хью Макдональд принял участие в качестве полноправного члена группы, до этого будучи «неофициальным участником группы» с 1994 года. Диск дебютировал на позиции № 1 в США.

## История
Альбом дебютировал на позиции № 1 в американском хит-параде Billboard 200) с тиражом 129,000 эквивалентных альбомных единиц, включая 128,000 истинных продаж. Это их 13-й диск в лучшей десятке (top-10) и 6-й альбом на вершине американского чарта после What About Now (№ 1 в 2013 году), The Circle (2009), Lost Highway (2007), New Jersey (1988) и Slippery When Wet (1986).
10 марта 2018 года альбом снова возглавил американский хит-парад (с тиражом 120,000 эквивалентных альбомных единиц, причём все они истинные продажи), что связано с предстоящим концертным туром и началом продажи билетов на него (первый концерт намечен на 14 марта в зале Pepsi Center в Денвере). В результате диск This House Is Not for Sale стал третьим альбомом в истории, вернувшимся в чарт Billboard 200 сразу на позицию № 1 после сходного достижения, установленного ранее дисками The Very Best of Prince Принса (после смерти певца в 2016 году), и Traveller Криса Стэплтона (после успешного выступления на шоу Country Music Association Awards в 2015 году). Более того, диск This House Is Not for Sale совершил за 15 месяцев возврат на вершину чарта, что также рекордное по длительности этого срока достижение.
Альбом получил положительные и умеренные отзывы музыкальной критики и интернет-изданий.

## Список композиций
| №                   | Название                     | Автор(ы)                               | Длительность |
| ------------------- | ---------------------------- | -------------------------------------- | ------------ |
| 1.                  | «This House Is Not for Sale» | Jon Bon Jovi John Shanks Billy Falcon  | 3:36         |
| 2.                  | «Living With the Ghost»      | Bon Jovi                               | 4:44         |
| 3.                  | «Knockout»                   | Bon Jovi Shanks                        | 3:29         |
| 4.                  | «Labor of Love»              | Bon Jovi Shanks Falcon                 | 5:03         |
| 5.                  | «Born Again Tomorrow»        | Bon Jovi Shanks Falcon                 | 3:33         |
| 6.                  | «Roller Coaster»             | Bon Jovi Chris DeStefano Ashley Gorley | 3:40         |
| 7.                  | «New Year's Day»             | Bon Jovi Falcon                        | 4:27         |
| 8.                  | «The Devil's in the Temple»  | Bon Jovi Falcon                        | 3:19         |
| 9.                  | «Scars on This Guitar»       | Bon Jovi Brett James Falcon            | 5:05         |
| 10.                 | «God Bless This Mess»        | Bon Jovi                               | 3:23         |
| 11.                 | «Reunion»                    | Bon Jovi                               | 4:14         |
| 12.                 | «Come On Up to Our House»    | Bon Jovi Shanks                        | 4:35         |
| Общая длительность: | Общая длительность:          | Общая длительность:                    | 49:08        |

| №                   | Название            | Автор(ы)                  | Длительность |
| ------------------- | ------------------- | ------------------------- | ------------ |
| 13.                 | «Real Love»         | Bon Jovi Falcon           | 4:34         |
| 14.                 | «All Hail the King» | Bon Jovi DeStefano Gorley | 4:54         |
| 15.                 | «We Don't Run»      | Bon Jovi Shanks           | 3:17         |
| Общая длительность: | Общая длительность: | Общая длительность:       | 61:52        |

| №                   | Название                | Автор(ы)                   | Длительность |
| ------------------- | ----------------------- | -------------------------- | ------------ |
| 13.                 | «Real Love»             | Bon Jovi Falcon            | 4:34         |
| 14.                 | «All Hail the King»     | Bon Jovi DeStefano Gorley  | 4:54         |
| 15.                 | «We Don't Run»          | Bon Jovi Shanks            | 3:16         |
| 16.                 | «I Will Drive You Home» | Bon Jovi Falcon Luke Laird | 4:42         |
| 17.                 | «Goodnight New York»    | Bon Jovi Shanks Falcon     | 3:53         |
| Общая длительность: | Общая длительность:     | Общая длительность:        | 70:28        |

| №                   | Название                | Автор(ы)                   | Длительность |
| ------------------- | ----------------------- | -------------------------- | ------------ |
| 13.                 | «Real Love»             | Bon Jovi Falcon            | 4:34         |
| 14.                 | «All Hail the King»     | Bon Jovi DeStefano Gorley  | 4:54         |
| 15.                 | «We Don't Run»          | Bon Jovi Shanks            | 3:16         |
| 16.                 | «I Will Drive You Home» | Bon Jovi Falcon Luke Laird | 4:42         |
| 17.                 | «Goodnight New York»    | Bon Jovi Shanks Falcon     | 3:53         |
| 18.                 | «Touch of Grey»         | Bon Jovi Falcon James      | 4:06         |
| Общая длительность: | Общая длительность:     | Общая длительность:        | 74:33        |

| №                   | Название            | Автор(ы)                  | Длительность |
| ------------------- | ------------------- | ------------------------- | ------------ |
| 13.                 | «Real Love»         | Bon Jovi Falcon           | 4:34         |
| 14.                 | «All Hail the King» | Bon Jovi DeStefano Gorley | 4:54         |
| 15.                 | «We Don't Run»      | Bon Jovi Shanks           | 3:16         |
| 16.                 | «Color Me In»       | Bon Jovi Falcon           | 4:02         |
| Общая длительность: | Общая длительность: | Общая длительность:       | 65:54        |

| №                   | Название            | Автор(ы)            | Длительность |
| ------------------- | ------------------- | ------------------- | ------------ |
| 1.                  | «When We Were Us»   | Bon Jovi Shanks     | 3:34         |
| 2.                  | «Walls»             | Bon Jovi Shanks     | 3:37         |
| Общая длительность: | Общая длительность: | Общая длительность: | 55:79        |

## Участники
Bon Jovi
- Джон Бон Джови — вокал
- Дэвид Брайан — клавишные, гитара, бэк-вокал
- Тико Торрес — ударные, перкуссия
- Хью Макдональд — бас-гитара, бэк-вокал
- Фил Икс[англ.] — гитара, бэк-вокал

## Чарты
| Чарт (2016)                         | Высшая позиция |
| ----------------------------------- | -------------- |
| Австралия (ARIA)                    | 1              |
| Австрия (Ö3 Austria)                | 1              |
| Бельгия/Фландрия (Ultratop)         | 9              |
| Бельгия/Валлония (Ultratop)         | 33             |
| Бразилия (ABPD)                     | 9              |
| Канада (Canadian Albums Chart)      | 3              |
| Нидерланды (Album Top 100)          | 8              |
| Финляндия (Suomen virallinen lista) | 10             |
| Франция (SNEP)                      | 53             |
| Германия (Offizielle Top 100)       | 3              |
| Греция (IFPI)                       | 29             |
| Венгрия (MAHASZ)                    | 11             |
| Ирландия (IRMA)                     | 7              |
| Италия (Classifica album)           | 6              |
| Новая Зеландия (RMNZ)               | 20             |
| Польша (ZPAV)                       | 34             |
| Португалия (AFP)                    | 4              |
| Шотландия (Scottish Albums Chart)   | 5              |
| Испания (PROMUSICAE)                | 2              |
| Швеция (Sverigetopplistan)          | 10             |
| Швейцария (Schweizer Hitparade)     | 2              |
| Великобритания (UK Albums Chart)    | 5              |
| США (Billboard 200)                 | 1              |

## Сертификации
| Регион | Сертификация | Продажи |
| --- | ------------ | ------- |
| Австралия (ARIA) | Золотой      | 35 000^ |
| Австрия (IFPI Austria)                                                                                                   | Золотой      | 7500*   |
| Великобритания (BPI) | Серебряный   | 60 000  |
| * Данные о продажах приведены только на основе сертификации. ^ Данные о тиражах приведены только на основе сертификации. |              |         |